# Grèbe roussâtre
Vous lisez un « bon article » labellisé en 2010.
Tachybaptus rufolavatus
Espèce
Synonymes
- Podiceps rufolavatus (protonyme) Delacour, 1932
- Tachybaptus ruficollis rufolavatus (Delacour, 1932)

Statut de conservation UICN

 EX  : Éteint
Le Grèbe roussâtre ou Grèbe de Delacour (Tachybaptus rufolavatus) est une espèce d'oiseaux de la famille des Podicipedidae trouvée uniquement sur le lac Alaotra et les lacs environnants à Madagascar, déclarée officiellement disparue en 2010 après 25 ans sans signalement et n'ayant guère laissé le temps d'être étudiée. Son extinction est principalement imputée à l'introduction par l'humain de poissons carnassiers concurrençant les oiseaux sur le plan alimentaire, ainsi qu'à la destruction de l'habitat. D'apparence similaire au Grèbe castagneux, il s'hybridait avec cette espèce de manière importante et la possibilité d'un phénomène de « dilution génétique », induisant une perte de ressource génétique, est également avancée.

## Description

Illustration reprenant les principales caractéristiques de Tachybaptus rufolavatus en plumage nuptial.

Le Grèbe de Delacour mesurait environ 19 cm pour une envergure de 40 cm. Cette espèce ne présentait pas de dimorphisme sexuel, mais le mâle était légèrement plus grand que la femelle. En plumage nuptial, le front, la calotte et l'arrière du cou étaient noirs avec de faibles reflets verts, contrastant fortement avec les côtés de la tête, d'un chamois clair, parfois grisâtre,. Sous l'œil, souligné par une fine ligne noirâtre et à l'iris jaune clair, une tache blanchâtre s'étalait jusqu'à la mandibule inférieure du bec. Les parties inférieures étaient sombres, d'un brun tirant sur le gris ou le rouge et avec une zone plus claire au milieu du ventre. La poitrine ainsi que les flancs et la partie basse de l'abdomen étaient d'un gris très sombre. La queue plumeuse était brun sombre. Les pattes étaient vert grisâtre, ou jaunâtres,.
Le plumage internuptial différait du plumage nuptial par une teinte générale plus pâle et plus terne. Le bec, plus long que celui du Grèbe castagneux, était noir et ne comportait alors pas de tache commissurale.
L'immature, pour lequel les renseignements sont peu nombreux, présentait un plumage proche de celui de l'adulte en période internuptiale avec des taches sombres sur les côtés du cou.
Son aptitude au vol devait être amoindrie par ses petites ailes, ne l'autorisant à voler que sur de faibles distances et sédentarisant peut-être même l'espèce.

## Répartition et habitat
Cette espèce aquatique était endémique de Madagascar où elle ne vivait que sur le lac Alaotra et les étendues d'eaux environnantes. Ce grèbe affectionnait particulièrement les roselières et les massifs de papyrus du lac pour nidifier.

## Déclin et extinction

### Causes

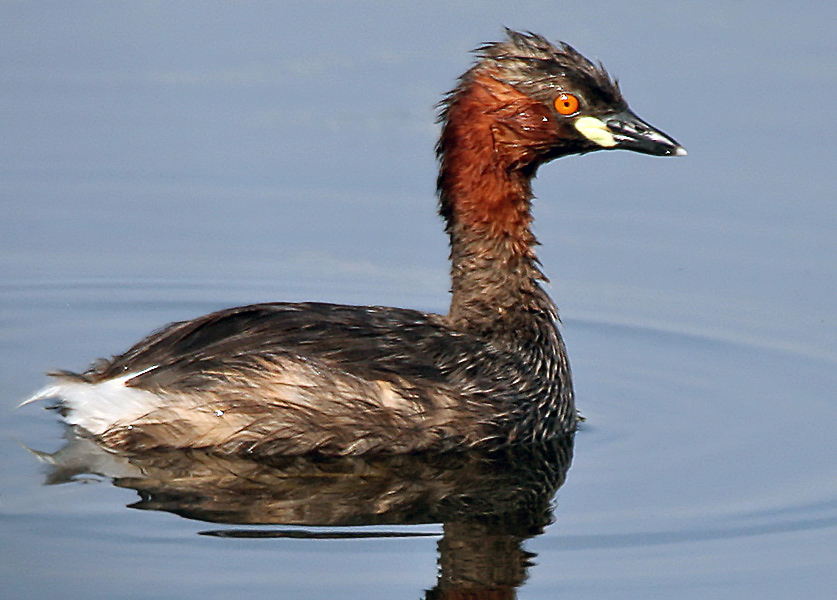
La sous-espèce capensis du Grèbe castagneux s'hybridait avec le Grèbe roussâtre, induisant un processus de disparition de l'espèce de dynamique inverse à la spéciation, et irréversible.

L'espèce a connu le déclin au cours du XXe siècle, principalement à cause de la destruction de son habitat et de la prédation par le poisson à tête de serpent Channa striata, un poisson carnivore introduit par l'homme pour la pêche dans les années 1980 au même titre que Tilapia zillii et des achigans, qui, s'ils pouvaient manger les oisillons, entraient surtout en concurrence avec l'oiseau sur le plan alimentaire en consommant de petits poissons ainsi que des nénuphars, utiles aux oiseaux pour nidifier,. Il est également envisageable que le Grèbe de Delacour, oiseau plongeur, ait été victime de noyades dues aux filets de nylon des pêcheurs. Enfin un autre facteur humain est celui de la destruction de l'habitat (massifs de papyrus et roselières) et sa pollution par les pesticides dans le cadre de l'essor de la culture du riz.
Il faut ajouter à cela l'hybridation de plus en plus importante avec le Grèbe castagneux (Tachybaptus ruficollis capensis à Madagascar), duquel il a même été un temps considéré comme sous-espèce, et qui fait halte dans les zones humides lors de sa migration ; les espèces différant en plusieurs aspects essentiels, les oiseaux hybrides pourraient avoir souffert d'une diminution de leur fitness, au détriment de la ressource génétique de T. rufolavatus : on peut parler de « dilution génétique ». Le Grèbe castagneux s'implante lui de plus en plus, puisque Delacour ne releva que cinq spécimens en 1933 et qu'il fut trouvé en grand nombre au lac Anosy par le colonel Philippe Milon une douzaine d'années plus tard.

### Déclin des populations et changement de statut

Probable répartition historique du Grèbe roussâtre à Madagascar.

Encore abondant durant les années 1940, une cinquantaine d'oiseaux a pu être observée sur le lac en 1960. Après l'observation en décembre 1982 de douze grèbes roussâtres puis en septembre 1985 de deux individus mêlés à des hybrides,, les observations suivantes, en 1986 et 1988 sont celles d'hybrides n'ayant que quelques caractères de T. rufolavatus. Lors de recherches en 1999 et en 2000, aucun grèbe n'est aperçu dans les environs du lac. L'espèce est désormais considérée éteinte par l'UICN depuis le 26 mai 2010, lors de l'année internationale de la biodiversité. Cette extinction pourrait être rapprochée de celles du Grèbe de l'Atitlan (Podilymbus gigas), non observé depuis 1989 et du Grèbe des Andes (Podiceps andinus) tous deux disparus à cause d'une concurrence avec la piscifaune — des achigans du genre Micropterus — ainsi qu'à cause de la destruction de l'habitat côtier et, pour le Grèbe de l'Atitlan, une hybridation avec le Grèbe à bec bigarré (Podilymbus podiceps),.
La redécouverte du Fuligule de Madagascar (Aythya innotata) en 2006, qui avait aussi disparu du lac Alaotra, peut être vue comme un signe d'espoir pour l'espèce. Cependant, contrairement au fuligule, le grèbe avait de faibles capacités de dispersion et n'a jamais été retrouvé ailleurs, les prétendues découvertes en dehors du lac Alaotra étant celles de Grèbes malgaches (Tachybaptus pelzelnii) ou de Grèbes castagneux. Des grèbes non identifiés aperçus en 2000 sur le lac Amparihinandriambavy ont peu de chance d'appartenir à l'espèce. Leon Bennun, directeur de l'organisation pour la conservation BirdLife International a déclaré qu'il ne restait « aucun espoir pour cette espèce » et en fait « un nouvel exemple des conséquences inattendues que peut avoir l'activité humaine »,.
Cette extinction porte à 162 le nombre d'extinctions d'oiseaux confirmées depuis 1600, alors qu'une espèce d'oiseaux sur huit est considérée comme « menacée », soit un total de 1 240 espèces. La dernière espèce d'oiseaux officiellement déclarée éteinte avant ce grèbe était le Nicobar ponctué (Caloenas maculata), en 2008.

## Taxinomie

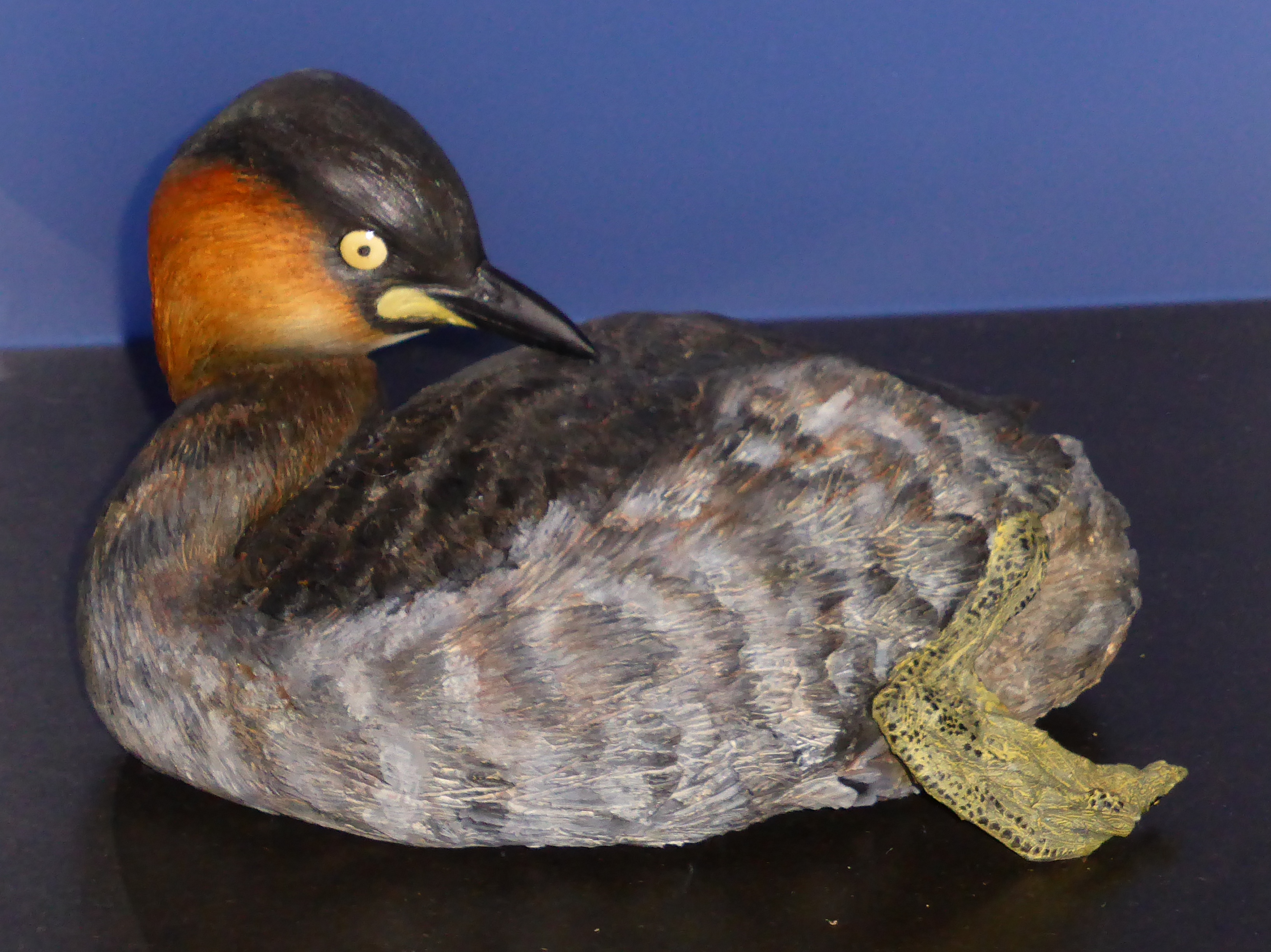
Reconstitution d'un Grèbe roussâtre, au zoo de Zurich.

L'espèce fut décrite par Jean Théodore Delacour en 1932 sous le protonyme de Podiceps rufolavatus, à partir d'une quinzaine de spécimens récoltés entre le 30 mai et le 7 juin 1929, lors d'une expédition scientifique à Madagascar au cours de laquelle Delacour travailla aux côtés de Richard Archbold et Austin Loomer Rand,. Le genre Podiceps regroupait alors tous les grèbes. Son nom vient du latin podex, « croupion » et de pes, « pied, patte » et fait référence aux pattes placées très en arrière chez ces oiseaux. rufolavatus dérive de rufus, « roux » et de lavatus, « lavé » et signifie « roussâtre ». L'espèce est déplacée pour le genre Tachybaptus créé par Ludwig Reichenbach en 1853. Ce nom de genre provient du grec ancien ταχύς (takhís), « rapide » et de βαθύς (vathís) pour « profond » ; Tachybaptus signifie donc « qui plonge rapidement ».
Le Grèbe roussâtre formait une super-espèce avec le Grèbe australasien (Tachybaptus novaehollandiae) et le Grèbe castagneux (Tachybaptus ruficollis). Aucune sous-espèce n'a été distinguée.
Tachybaptus rufolavatus admet désormais les deux synonymes suivants :
- Podiceps rufolavatus Delacour, 1932 — le protonyme, avant le déplacement de l'espèce pour le genre actuel, Tachybaptus ;
- Tachybaptus ruficollis rufolavatus (Delacour, 1932) — lorsque le Grèbe roussâtre était considéré comme sous-espèce du Grèbe castagneux, comme chez Sibley et Monroe jusqu'en 1990 rendant difficile la prise en compte de l'hybridation entre les deux espèces[4].